# 남정중학교
남정중학교(南亭中學校)는 대한민국 경상북도 영덕군 남정면 장사리에 있는 공립 중학교이다.

## 학교 연혁
- 1965년 12월 24일 : 강구중학교 남정분교 인가
- 1966년 3월 15일 : 강구중학교 남정분교 개교
- 1969년 11월 17일 : 남정중학교 인가
- 1970년 3월 11일 : 초대 김효태 교장 취임
- 1994년 8월 25일 : 신축교사로 이전
- 1999년 9월 1일 : 남정초.남정중 통합
- 2010년 3월 1일 : 해양교육 시범학교 운영(2010.3.3. - 2012.2.29.)
- 2014년 3월 1일 : 교원평가제도 연구학교 운영(2014.3.1.~2016.2.28.)
- 2024년 1월 4일 : 제53회 졸업 1명 (3,694명)
- 2024년 3월 1일 : 제27대 김윤모 교장 취임

## 참고 자료
- 남정중학교 - 한국교육학술정보원 학교알리미